# Muzeum im. Jerzego Dunin-Borkowskiego w Krośniewicach
Muzeum im. Jerzego Dunin-Borkowskiego – muzeum zlokalizowane w Krośniewicach, w powiecie kutnowskim, w województwie łódzkim przy Placu Wolności 1, powstałe w oparciu o zbiory prywatne kolekcjonera Jerzego Dunin-Borkowskiego.

## Geneza
Muzeum początkami sięga lat 50. XX wieku, kiedy to Jerzy Dunin-Borkowski zaczął eksponować swoje zbiory sztuki w prywatnych pomieszczeniach, czyli tzw. Muzeum nad Apteką. 24 października 1978 przekazał całą kolekcję narodowi i został dożywotnim kustoszem muzeum swojego imienia, które stało się oddziałem Muzeum Narodowego w Warszawie. Kolekcjoner zmarł 23 lipca 1992 roku. Przez całe życie zebrał około 15.000 przedmiotów.

## Ekspozycja
Ekspozycja muzeum ukazuje zarówno zbiory kolekcjonera, jak i przybliża samą postać Jerzego Dunin-Borkowskiego. Dzieli się na pięć sekcji:
- gabinet kolekcjonera – obrazy i pamiątki związane z rodzinami Dunin-Borkowskich i Bacciarellich (żona kolekcjonera pochodziła z tego rodu);
- sala gen. Władysława Sikorskiego z pamiątkami po tym polityku;
- sala portretowa z portretami i obrazami z 2. połowy XVIII wieku, malowanymi m.in. przez Marcello Bacciarellego i Antoine'a Pesnego;
- salonik Biedermeierowski – dawny gabinet Jerzego Dunin-Borkowskiego z jednym z większych w Polsce zbiorem miniatur oraz grafikami;
- kolekcjonerskie pasje Jerzego Dunin-Borkowskiego – meble, militaria, srebra, zastawy stołowe, zegary i pamiątki po sławnych Polakach (Tadeusz Kościuszko, Adam Mickiewicz i inni).

## Lokal
Ekspozycja mieści się w dawnej stajni i prywatnych salonach niegdysiejszego zajazdu z 1803 roku.

## Galeria

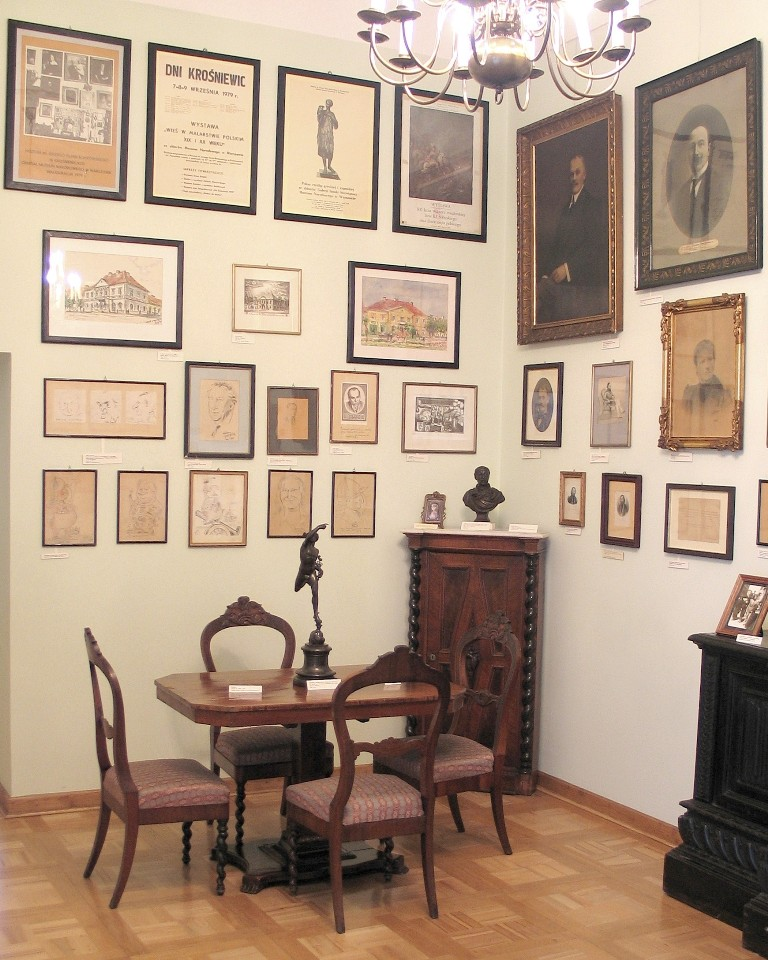
Gabinet kolekcjonera
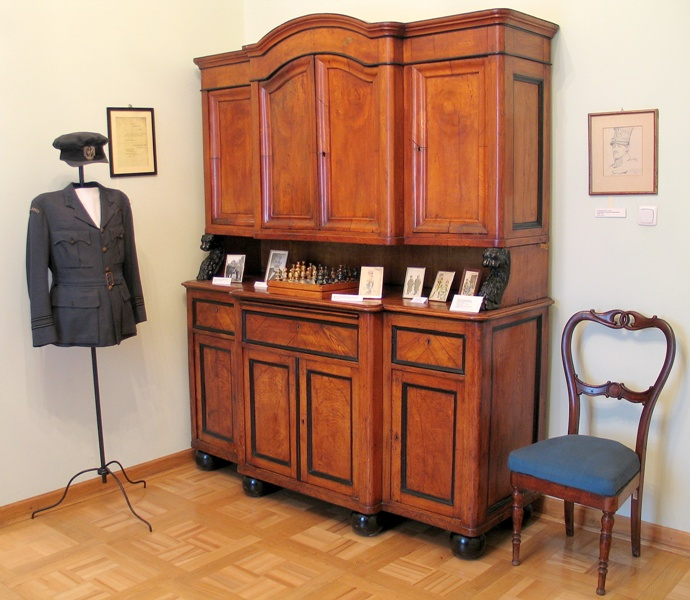
Sala gen. Władysława Sikorskiego
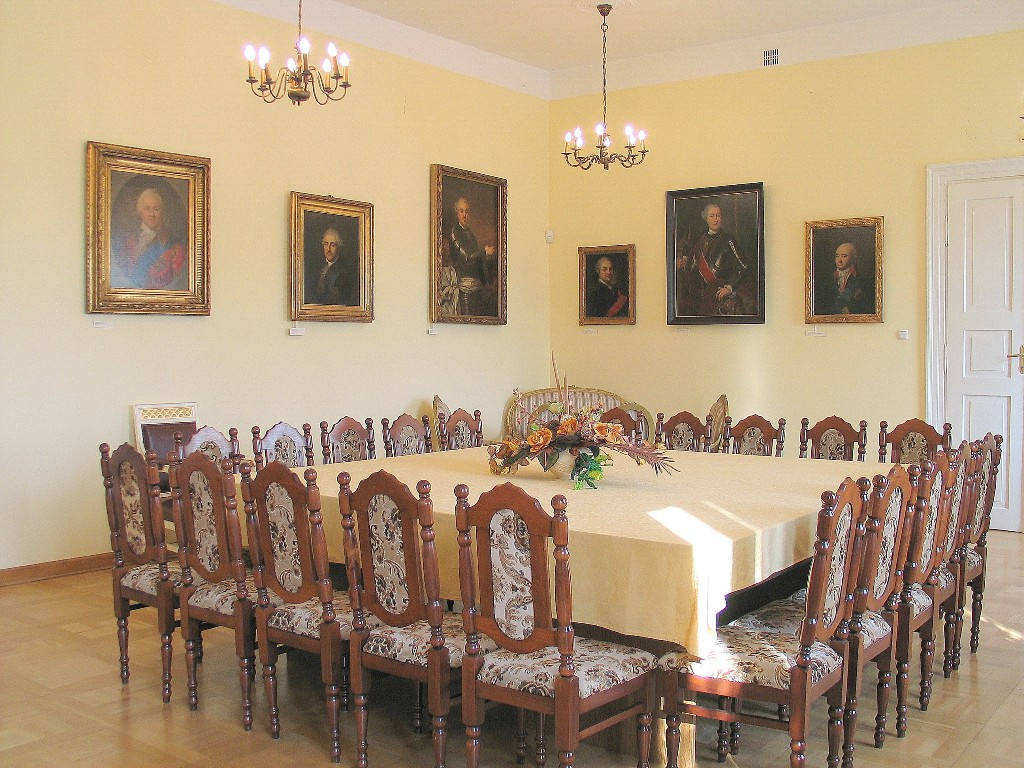
Sala portretowa
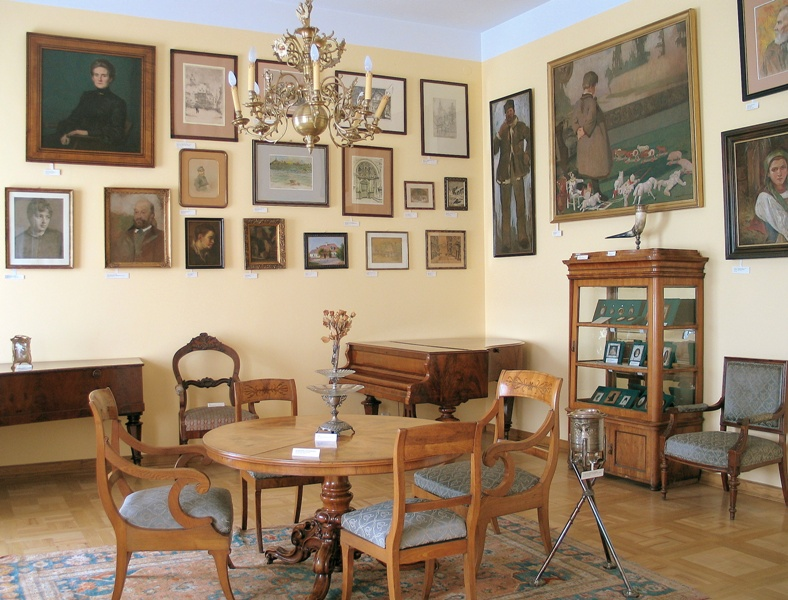
Salonik
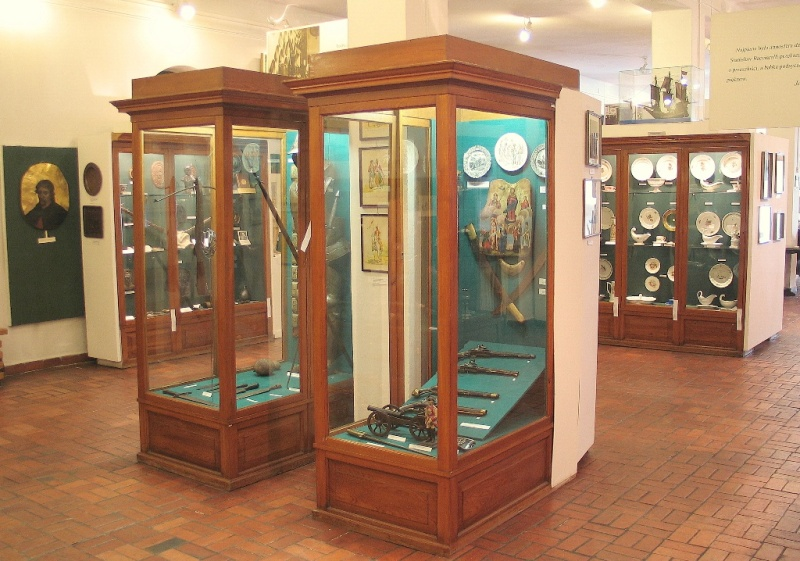
Kolekcjonerskie pasje